# Luis Guillermo Solís Rivera
Luis Guillermo Solís Rivera (San José, Costa Rica, 25 d'abril de 1958) és un politòleg, historiador i acadèmic costa-riqueny, que entre el 8 de maig de 2014 i el 8 de maig de 2018 fou President de Costa Rica.
El 6 d'abril de 2014 va ser escollit com a President electe representant al Partido Acción Ciudadana per a un període de quatre anys, aconseguint més vots que qualsevol candidat a la presidència de la història de la nació. Solís té una llarga trajectòria acadèmica i política, que va culminar amb la seva elecció com a primer president de Costa Rica a formar part del PAC. En maig del 2017 un informe l'acusà d'agilitzar de manera corrupta el procés legal d'importació de ciment xinès a favor de l'empresari i propietari de Sinocem, Juan Carlos Bolaños, en un cas conegut com a Cementazo, però el maig de 2018, el fiscal de Costa Rica va desestimar els càrrecs que se li imputaven. La seva popularitat va baixar molt i en les no es va presentar a les eleccions de 2018, i el candidat del seu partit fou Carlos Alvarado Quesada, qui finalment fou escollit President.